# I Dom Akademicki Uniwersytetu Rolniczego w Krakowie „Bratniak”
I Dom Akademicki „Bratniak” – dom akademicki Uniwersytetu Rolniczego im. Hugona Kołłątaja znajdujący się przy ulicy Jabłonowskich 10–12 w Krakowie. Otwarty w 1903 roku, nosił nazwę Pierwszy Dom Akademicki im. Konstantego Wołodkowicza. Od 1963 roku zmieniono nazwę na Blokada dla upamiętnienia wystąpienia „lewicowych” studentów w 1937 roku.

## Historia
15 kwietnia 1902 roku został wmurowany kamień węgielny pod budowę Domu Akademickiego. Plac pod budowę na tyłach drukarni akademickiej (z frontem od ul. Jabłonowskich) ofiarował Konstanty Wołodkowicz. Podczas uroczystości wmurowania kamienia węgielnego odczytano akt założenia Domu, a następnie po podpisaniu przez obecnych (m.in. profesorów Uniwersytetu Jagiellońskiego i rektora) złożono w blaszanej puszce i wraz z bieżącymi monetami i medalami jubileuszowymi, złożono w fundamentach budowy. Projekt przygotował architekt Józef Pokutyński. Fundusze na budowę przekazali: Bratnia Pomoc Uczniów Uniwersytetu Jagiellońskiego (50 000 koron) i Konstanty Wołodkiewicz (270 000 koron). Otwarcie Domu miało miejsce 10 grudnia 1903 roku. Dwupiętrowy budynek posiadał centralne ogrzewanie i  łazienki, salę bilardową, czytelnię, bibliotekę, a w podwórku kręgielnię. Na parterze działała tania stołówka (kuchnia) dla studentów. Znalazło się w nim 100 pokoi dla studentów. Pełna nazwa brzmiała: Pierwszy Dom Akademicki im. Konstantego Wołodkowicza.

### Blokada akademika w 1937 roku
O ile w latach poprzedzających konflikt wybory do zarządu Bratniej Pomocy Studentów UJ wygrywali przedstawiciele Związku Polskiej Młodzieży Demokratycznej, to do wyborów w 1937 roku zgłoszono drugą listę, gdzie znaleźli się narodowcy, którzy wygrali wybory. W związku z tym sympatycy i członkowie ZPMD rozpoczęli 16 marca okupację Domu Akademickiego im. K. Wołodkiewicza, gdzie mieściła się siedziba Zarządu. W okupacji wzięło udział około 300 mieszkańców akademika. Wśród nich znalazł się prawie cały Zarząd Bratniaka z prezesem Zychem na czele. Zażądano unieważnienia wyborów i rozpisania nowych. Protestujący argumentowali, że „przewaga listy przeciwników została uzyskana głosami studentów posiadających własne domy, korzystających ze świadczeń we własnych organizacjach samopomocowych (klerycy 240 głosów, medycy 300 głosów)”. Blokada Domu Akademickiego trwała również podczas Świąt Wielkanocnych i zakończyła się 29 marca 1937 roku.

### Przebudowy
Budynek był kilkakrotnie przebudowywany: w 1923 roku, w 1924 roku nadbudowano III piętro według projektu Wacława Krzyżanowskiego, a w latach 1928-1929 kolejną przebudowę zaprojektował Adam Ślęzak. Remont kapitalny przeprowadzono w  2012 roku.

## Blokada
W 1963 roku akademikowi nadano nazwę Blokada. Chciano w ten sposób upamiętnić wydarzenia z  14 marca 1937 roku, kiedy podczas wyborów do Towarzystwa Bratniej Pomocy UJ grupa prawicowej młodzieży podjęła próbę opanowania zarządu, a „lewicowa” grupa zaprotestowała podejmując blokadę Domu Akademickiego.

## Bratnia Pomoc
Towarzystwo Wzajemnej Pomocy Uczniów Uniwersytetu Jagiellońskiego było organizacją samopomocową, która powstała 1859 roku na Uniwersytecie Jagiellońskim. Jego celem było zapewnienie niezamożnej młodzieży akademickiej taniego mieszkania w Krakowie, znalezienie jej zatrudnienia lub udzielanie pożyczek. Pełna nazwa brzmiała: Towarzystwo Wzajemnej Pomocy Uczniów Wszechnicy Jagiellońskiej pod opieką św. Jana Kantego. Potocznie używano jednak nazwy Bratnia Pomoc. 20 kwietnia 1929 roku na mocy statutu Uniwersytetu Jagiellońskiego zmieniono nazwę na Bratnia Pomoc Studentów Uniwersytetu Jagiellońskiego w Krakowie. Działalność  Towarzystwa została zawieszona w 1950 roku. 